# Luino

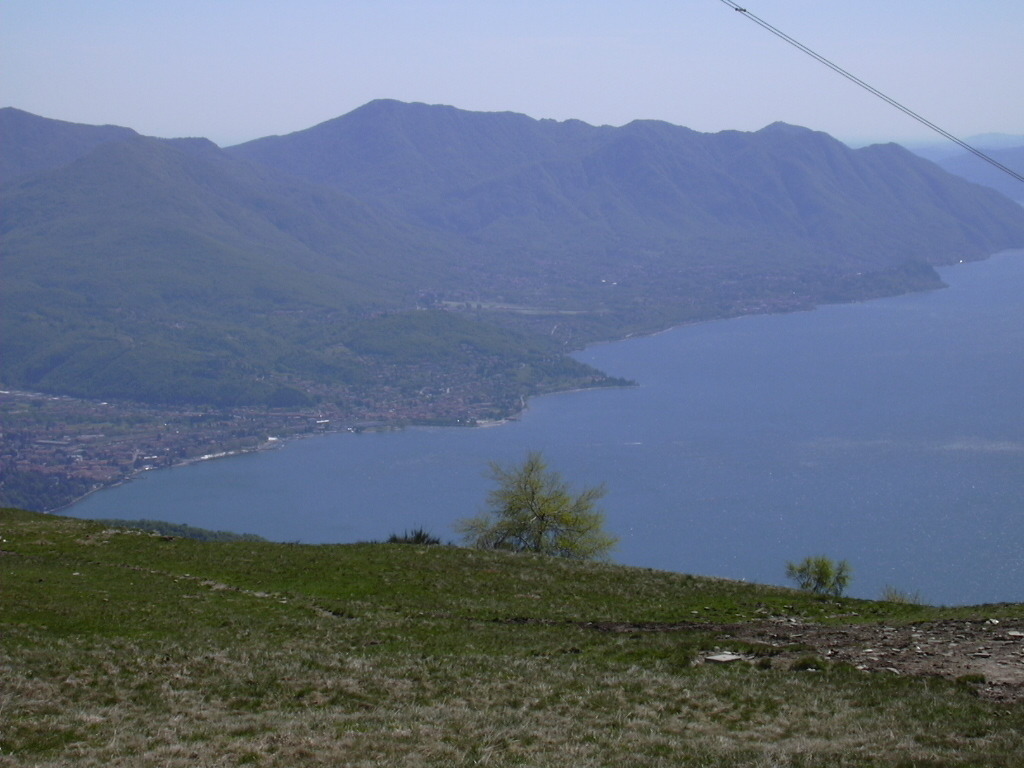
Uitzicht op Luino en Germignaga vanaf de pas van de Forcora

Het Italiaanse stadje Luino ligt in het noordwesten van de provincie Varese aan de oostoever van het Lago Maggiore. Het is de grootste plaats aan de Lombardische zijde van het meer. Bij de plaats mondt de Tresa in het meer. Het water van deze rivier is afkomstig uit het Lago di Lugano en het nabije bergland.
Het oude historische centrum van Luino ligt aan de meerzijde. Naast een kleine nostalgische vissershaven heeft de plaats tevens een grote jachthaven. Rond Luino is redelijk wat industrie te vinden. Er wordt onder andere veel textiel geproduceerd. Het toerisme is een andere belangrijke bron van inkomsten, vooral on de zomer; de wekelijkse markt op woensdag trekt veel bezoekers.